# 1298
1298 (MCCXCVIII) je bilo navadno leto, ki se je po julijanskem koledarju začelo na sredo.

## Dogodki

### Odstavitev in smrt nemškega kralja Adolfa Nassauškega
- začetek leta - Nemški kralj Adolf Nassauški si prizadeva, da bi si postavil dinastično bazo, četudi majhno, v mejni grofiji Meissen, kar razjezi šesterico nemških knezov-elektorjev skupaj s češkim kraljem, ki iščejo način, kako bi kaznovali kraljeve ambicije. ↓
- februar → Češki kralj Venčeslav II. in avstrijski vojvoda Albert I. Habsburški skleneta mirovni sporazum, ki avtomatično pomeni nezaupnico kralju Adolfu Nassauškemu.
- 20. april - Začetek ti. Rintfleischevih pogromov: prvi pokol Judov, ki se razširi po mestih južne Nemčije, se zgodi v mestu Röttingen. Pokoli so izjemno brutalni, vodi jih neki Rindfleisch, klavec v dobesednem in/ali prenesenem pomenu.[1]
- 1. maj - Spor s kraljem poskuša razrešiti mainški nadškof Gerhard Eppsteinski, ki je hkrati kancler Nemčije, vendar pride do pravnega zapleta, v katerem bi moral kralj obsoditi samega sebe, kar ima Adolf za žalitev.
- 23. junij - Knezi-elektorji[2] detronizirajo nemškega kralja Adolfa Nassauškega, kar je s pravnega vidika sporno, saj kralj Adolf ni bil izobčen s strani papeža. Pravica do odstavitve nemškega kralja izhaja zgolj iz njihove volilne pravice, s čimer ignorirajo takrat veljavno božansko pravo kraljev. V skladu s cerkvenim zakonom ima samo papež pravico do odstavitve kralja.
- 2. julij - Bitka pri Göllheimu: Albert I. na bojišču poišče in ubije odstavljenega nemškega kralja Adolfa Nassauškega. Zmagovalec potem poraženemu kralju odreče kraljevi pokop v Speyerski katedrali.
- 27. julij - Za novega nemškega kralja sedmerica elektorjev izvoli avstrijskega vojvodo Alberta I. Habsburškega.[3]
- 1. avgust - Rintfleisch pride v Nürenberg, kjer judovsko skupnost zaščitijo meščani, a jih Rintfleischova drhal premaga ter pokolje vse jude, ki so se zatekli za obzidje nürenberške utrdbe.
  - Edini mesti, ki uspešno obvarujeta tamkajšnje jude, sta Regensburg in Augsburg.
- 24. avgust - Aachen: kronanje Alberta I. za novega nemškega kralja.
  - Novi nemški kralj Albert I. ujame in obesi klavca judov Rindfleischa. Mestom, ki so sodelovala v pogromih, morajo plačati kralju visoke denarne odškodnine.

### Prva vojna za škotsko neodvisnost
- začetek leta - Angleški kralj Edvard I. in francoski kralj Filip IV. skleneta začasno premirje, ki ustreza obema. Edvard I. se želi maščevati Škotom za poraz pri mostu Stirling leto dni poprej, Filip IV. pa disciplinirati Flandrijce.
  - Prvi ukrep proti Škotom je, da sedež dvora in vlade preseli iz Londona v mesto York na severu Anglije, kjer ostane naslednjih šest let.
- 25. junij  - York: odhod angleške vojske proti Škotski. Armado sestavlja tudi bataljon Valižanov z dolgimi loki (ang. Longbow). Škotski vojskovodja in voditelj upora proti Angležem William Wallace namesto frontalnega napada raje z gverilsko taktiko ovira oskrbovanje angleške vojske, da bi jo demoraliziral in prisilil v predčasen umik, po možnosti pa v takšnem stanju napadel.
- 21. julij - Angleška armada se sooča s pomanjkanjem. Edvard I. se je že pripravljen umakniti, nakar je obveščen, da William Wallace združuje vojsko v bližini, s katero bi potem napadel umikajoče Angleže.
- 22. julij - Bitka pri Falkirku: angleška vojska pod vodstvom Edvarda I. Dolgokrakega odločujoče porazi škotsko pod vodstvom Williama Wallaceja. Po prerivanju konjenic škotska konjenica pobegne, nato valižanski lokostrelci z dolgimi loki uničijo nezaščitene škotske suličarje, ki so tvorili utrjeno jedro škotske vojske. Preživeli Škoti, vključno z Wallacom se skrijejo v bližnjem gozdu, kamor jim Angleži ne sledijo. Prav tako po bitki Edvard I. ne izkoristi zmage in ne utrdi oblasti na Škotskem.
- september - William Wallace se odpove nazivu Varuh Škotske v korist Roberta Brucea, grofa Carricka, in Johna Comyna, barona Badenocha. Ker Wallace in njegovi privrženci nimajo več baze, so omejeni na gverilsko vojno in iskanje novih morebitnih zavezništev.

### Ostalo
- 1. junij - Bitka pri Turaidi, Latvija: vojska škofovskega mesta Riga in poganski Litvanci pod vodstvom velikega kneza Vytenisa  porazijo livonski viteški red.[4] ↓
- 28. junij → Južna Livonija: livonski red v protiofenzivi tokrat premaga uporne meščane Rige in Litvance. Potem ko danski kralj Erik VI. zagrozi livonskemu redu, da se bo vmešal, se razmere umirijo, a ostanejo napete.
- 23. julij - Kralja Kilikijske Armenije Torosa III. umori njegov brat Sempad, ki se polasti prestola.
- 25. avgust - Umrlega vojvodo Saxe-Wittenberg Alberta II. Askanskega nasledi sin Rudolf I.. S tem podeduje tudi deljeno pravico do saškega elektorskega glasu pri volitvah novih nemških kraljev.
- 30. avgust - Japonska: cesar Fušimi abdicira in se umakne v samostan. Nasledi ga sin Go-Fušimi, 93. japonski cesar po seznamu.
- 8-9. september - Bitka pri Korčuli: Genovčani huje porazijo Benečane, ki utrpe občutne izgube: uničenih je 83 vojnih galej, pobitih okoli 7.000 moštva in več kot 5.000 vojnih ujetnikov. Kljub hudemu porazu dož Giovanni Dandolo reorganizira rezerve in izsili ugoden mirovni sporazum.

- - Prvi dan ujetništva stori samomor admiral benečanske flote in dožev sin  Andrea Dandolo. Med vojnimi ujetniki je v Genovo odveden tudi Marko Polo.[5] V zaporu narekuje svoja Potovanja sozaporniku Rustigielu iz Pise.
- Umrlega bolgarskega carja Smileca nasledi mladoletni sin Ivan II.. Politično nestabilnost v Bolgariji izkoristijo begunski Mongoli iz Zlate horde (→ 1299).
- Bizantinsko cesarstvo, Mala Azija: cesar Andronik II. Paleolog izpusti iz zapora nadarjenega generala Ivana Tarkanijota, sicer člana dinastiji Paleolog sovražne stranke, in mu da na razpolago vojsko ter denarna sredstva za boj proti Turkom, ki so vedno bolj ogrožali Malo Azijo. Cesarjeva poteza in prihod nepovabljenega prišleka, ki naj bi napravil red ob meji, ujezi lokalne bizantinske magnate, saj je cesar prej denar za varovanje meje namenjal direktno njim. 1300 ↔
- Ilkanat: kan Mahmud Gazan nastavi za kanclerja judovskega spreobrnjenca Rašid-al-Din Hamadanija, ki ostane v službi naslednjih 20 let. 1318 ↔
- Kilikijska Armenija:  kralj Sempad ukaže umoriti odstavljenega kralja (in brata) Torosa III.. Odstavljenemu in še naprej zaprtemu sokralju Hetum II. se po oslepitvi delno povrne vid. Konstantin, najmlajši od bratov te armenske vladarske družine, se s pomočjo Hetumovih podpornikov polasti prestola in zapre Sempada. 1299 ↔
- Iz egiptovskega ujetništva je po 27-ih letih izpuščen baron Mecklenburga Henrik I.
- Umre tajski kralj Sukhotaja Ramkhamhaeng, pod katerim je omenjena kraljevina doživela vzpon. Nasledi ga sin Loethai.[6]
- Toskana: bankrot sienske banke Gran Tavola močno udari ekonomijo mesta Sienna.

## Rojstva
- 12. december - Albert II. Habsburški, vojvoda Avstrije, Štajerske in Koroške († 1358)
- Andrew Murray, škotski general in voditelj upora († 1338)
- Archibald Douglas, škotski regent († 1333)
- Elizabeta Koroška, sicilska kraljica, regentinja († 1352)
- Henrik Suzo, nemški teolog, mistik († 1366)
- Karel Kalabrijski, vojvoda Kalabrije († 1328)

## Smrti
- 14. marec - Peter Olivi, francoski frančiškanski menih, teolog in filozof  (* 1248)
- 17. april - Arni Thorlaksson, islandski škof (* 1237)
- 11. junij - Jolanda Poljska, madžarska princesa, vojvodinja Velikopoljske, redovnica (* 1235)
- 2. julij - Adolf Nassauški, grof Nassaua, nemški kralj (* 1250)
- 13. julij - Jakob iz Varagine, nadškof Genove, kronist (* 1228)
- 23. julij - Toros III., kralj Kilikijske Armenije (* 1270)
- 25. avgust - Albert II., saški vojvoda (* 1250)
- 29. avgust - Eleanora Angleška, princesa, grofica Bara (* 1269)
- 8. september - Andrea Dandolo, beneški admiral
- 29. september - Guido I. da Montefeltro, italijanski vojskovodja, vladar Urbina, gibelin (* 1223)
- 31. december - Humphrey de Bohun, angleški plemič, 3. grof Hereford, 2. grof Essex (* 1249)

Neznan datum
- Elizabeta iz Wetzikona, švicarska opatinja, de facto vladarka Züricha (* 1235)
- Giovanni da Procida, italijanski zdravnik, sicilo-aragonski državnik (* 1210)
- Jang Hui, kitajski matematik (* 1238)
- Mardohej ben Hilel, nemški judovski učenjak (* 1250)
- Ramkhamhaeng, tajski kralj Sukhotaja
- Smilec, bolgarski car
- Teodorik Borgognoni, italijanski kirurg (* 1206)
- Thomas iz Erceldouneja, škotski pesnik (* 1220)